# Ribemont-sur-Ancre

Ribemont-sur-Ancre este o comună în departamentul Somme, Franța. În 1 ianuarie 2022 avea o populație de 619 de locuitori.